# Межиброды
Межибро́ды (укр. Межиброди) — село в Сколевской городской общине Стрыйского района Львовской области Украины. Населённый пункт, с севера ограничен трассой Киев — Чоп, с юга — железной дорогой Львов — Стрый — Мукачево. Население — 214 человек. Площадь — 0,74 км².
Возле села Межиброды река Опир впадает в реку Стрый. Название «Межиброды» полностью соответствует действительности — рядом находятся три моста через реку Стрый.
Основано в 1564 году.
Имеются две базы отдыха. С апреля по октябрь от города Сколе до села Межиброды по горной речке Опир проводится рафтинг.
Местная достопримечательность: Церковь Перенесения мощей Св. Николая (1883 г.).

## Ссылка
- Межиброди (укр.). www.karpaty.info. Дата обращения: 6 января 2021.